# جوزيف لوران فيليب
جوزيف لوران فيليب (بالفرنسية: Joseph Lorenzo Philippe)‏ هو كاهن كاثوليكي لوكسمبورغي، ولد في 3 أبريل 1877 في Rollingergrund-North Belair ‏ في لوكسمبورغ، وتوفي في 21 أكتوبر 1956 في لوكسمبورغ.